# Яромір Цанібал
Яромір Цанібал (чеськ. Jaromír Canibal; нар. 1947 - 28.10.2023) — чеський шахіст і есперантист. Міжнародний майстер ІКЧФ (Міжнародна федерація заочних шахів).
Доктор Яромір Цанібал за освітою та професійною діяльністю практикуючий лікар, мешкає в Карвіні.
У 1995—2004 роках — делегат від Чехії в ІКЧФ (Міжнародній федерації заочних шахів). 2009 року нагороджений золотою медаллю Бертля фон Массова за 15-річну службу ІКЧФ.
Був редактором міжнародного часопису «Esperanta Ŝako» — офіційного органу Міжнародної шахової ліги есперанто.